# Террористы, освобождённые в рамках сделки Гилада Шалита
Гилад Шалит (ивр. גלעד שליטо файле‎, род. 28 августа 1986, Нагария, Западная Галилея, Израиль) — солдат Армии обороны Израиля, похищенный 25 июня 2006 года террористическими организациями Бригады «Изз ад-Дин аль-Кассам» (военное крыло организации ХАМАС), Комитеты народного сопротивления (в которые входят члены ФАТХ, Палестинского исламского джихада и ХАМАС) и Армия Ислама, и удерживавшийся в качестве заложника движением ХАМАС. На момент похищения был в звании капрал (рабат).
11 октября 2011 года «Аль-Арабия» впервые сообщила, что Израиль и ХАМАС достигли соглашения о выдаче Гилада Шалита. Поздним вечером 11 октября Кабинет министров Израиля 26 голосами против 3 утвердил сделку по освобождению Шалита. В обмен на его освобождение «Израиль выпустит 1027 заключённых, около 400 из них отбывают пожизненные сроки наказания за самые страшные террористические акты в истории страны».
16 октября 2011 года израильские и арабские СМИ опубликовали список заключённых, которые будут освобождены в рамках первого этапа «сделки Шалита».
Список включал в себя 477 имен террористов — в нём 450 мужчин, из которых 280 получили пожизненные заключения, и 27 женщин.
Утром 18 октября 2011 года, после пяти лет и четырёх месяцев заключения, Гилад был освобожден и передан соотечественникам в рамках сделки в обмен на 1027 палестинских заключённых, более 400 из которых — террористы, осуждённые израильским судом за убийства 599 израильтян.
На втором этапе сделки Израиль обязался до конца 2011 года освободить 550 заключённых по своему выбору. Их имена были опубликованы 14 декабря, а 18 декабря террористы были освобождены.

## Террористы, освобождённые в рамках первого этапа сделки
(в частности, по)
В числе тех, кто был освобождён в рамках сделки, террористы, приговорённые к 18, 19, 21, 23 и даже к 48[уточнить] пожизненным заключениям:
- Валид Анджис (Инджаз), 36 пожизненных заключений за организацию
  - теракта в кафе «Момент» (март 2002) в Иерусалиме: 11 израильтян убиты, 54 ранены, из них 11 — тяжело,
  - теракта в клубе Ришон ле-Циона (май 2002): 16 убиты, более 60 ранены, из них 20 — в критическом состоянии, и
  - теракта в Еврейском университете Иерусалима (июль 2002): 9 убиты (включая граждан Франции и США), 85 ранены, 14 из них — серьёзно).[24][25][26][27]
- Насер Сами Абд ар-Раззак Али ан-Насер «Ятаймэ», 29 пожизненных заключений за причастность к убийствам. Один из организаторов теракта в отеле «Парк» в Нетании (2002) — 30 — убиты, 150 — ранены)[26][28]
- Хамис Заки Абдул Хади Акель, 21 пожизненных заключений за причастность к убийствам, и его старший брат Уалид Абдул, один из основателей «Батальонов Изаддина аль-Касама» (16 пожизненных заключений)[28][29].
- Маджди Мухаммад Амр, 19 пожизненных заключений. В июле 2001 года около Кирьят-Арбы на глазах жены и детей застрелил 28-летнего Давида Коэна; в марте 2003 — спланировал и организовал теракт в Хайфе в автобусе маршрута № 37 («взрыв на улице Мориа унес 17 жизней, более 50 людей получили ранения»); разрабатывал и изготавливал новые типы взрывных устройств[26][29]
- Майэд Уааль Талиб Абу Шарах, 19 пожизненных заключений, также причастный к организации теракта в автобусе № 37 в Хайфе и другим терактам.[26].
- Фади Мухаммад Ибрагим аль-Джааба, 18 пожизненных заключений, участник нападения в шаббат на израильтян около Пещеры праотцев в ноябре 2002 года (12 убиты, 15 ранены) и один из организаторов взрыва автобуса № 37 в Хайфе в 2003 году[26].
- Мусаб Исмаил аль-Хашлимун, 17 пожизненных заключений, организатор двойного теракта в Беэр-Шеве в августе 2004 года (убиты 17 человек, в том числе трёхлетний мальчик, ранены 100), уже после того, как был выпущен на свободу в январе 2004 года в рамках сделки по обмену террористов на израильтянина Эльханана Танненбаума[28].
- Айман Хатим Афиф аш-Шахрир, 16 пожизненных заключений.
- Ихлам Ариф Ахмад аль-Тамими (из Иордании), 16 пожизненных заключений — «была завербована террористами ХАМАСа, выдавая себя за туристку, активно содействовала совершению теракта» в иерусалимской пиццерии «Сбарро» в августе 2001 года, в результате которого были убиты 15 человек и более 100 получили ранения[26][30][31][32]. После освобождения заявила, что «не сожалеет о своем участии в теракте и что не сомневаясь „сделала бы это ещё раз“»; ведёт программу на телевидении ХАМАС[33][34][35].
- Абд аль-Хади Рафа Раним, 16 пожизненных заключений, в 1989 году захватил руль автобуса № 405, следовавшего по маршруту Тель-Авив—Иерусалим, и несмотря на попытки водителя стабилизировать автобус, он скатился с шоссе в пропасть и загорелся, в результате чего пассажиры, которые не смогли выбраться из автобуса, сгорели заживо. В результате теракта погибли 16 израильтян, 25 были ранены.[27]
- Мухаммад Абдул-Рахман Салах Абу Аттайя, 16 пожизненных заключений.
- Мухаммад Уаиль Дуглас, 15 пожизненных заключений, один из организаторов теракта в пиццерии «Сбарро»[30][32].
- Мухаммад Таэр Махмуд аль-Карам и его брат Юсуф; оба по 15 пожизненных заключений.
- Ибрагим Абд ар-Рахман Мухаммад Джундия, 12 пожизненных заключений, организатор теракта в 20-м автобусе в Иерусалиме (ноябрь 2002), в результате которого были убиты 17 человек, 50 получили ранения («жертвами были, в основном, школьники»).
- Исмаил Муса Хусейн Бахит, 12 пожизненных заключений.
- Насер Гази Мухаммад Адаидар, 11 пожизненных заключений.
- Хишам Абдул Кадр Хиджаз, 10 пожизненных заключений за причастность к организации терактов, жертвами которых стали 10 человек.
- Муджн Абд аль-Малик Мухаммад Ахмад, 10 пожизненных заключений.
- Мазен Мухаммад Сулейман Фагха, 9 пожизненных заключений, в августе 2002 года организовал взрыв террориста-смертника в автобусе маршрута 361 около Цфата, в результате которого были убиты 9 и были ранены 50 человек.
- Абдул Азиз Умар, 7 пожизненных заключений и 30 лет за подготовку теракта в кафе Хилель 9 сентября 2003 года, в результате которого были убиты 7 израильтян и около 70 — были ранены[36].
- Саид Бадарна — 5 пожизненных заключений, спланировавший теракт на центральной автобусной станции в Хадере в День независимости в 1994 году[29].
- Ихие Санвар, 4 пожизненных заключения за похищение и убийство Нахшона Ваксмана, уже после освобождения призвавший продолжить похищения израильских военнослужащих[37], и его сообщник Джихад Ярмур.
- Крис Адель Ишад аль-Бандак, 4 пожизненных заключения.
- Ибрагим Шмасана — 3 пожизненных заключения и 20 лет, участник убийства (вместе с братьями Джауадом и Мухаммадом) юношей Ронена Крамани и Лиора Тоболя, водителя такси Рафи Дорона и солдата ЦАХАЛа Йошуа Фридберга в 1990—1993 гг.[29].
- Салем Раджаб ас-Сарсур — 3 пожизненных заключения за убийство раввина Шломо Раанана, теракты в Хевроне (14 раненых) и на автобусной станции в Беэр-Шеве (около 70 раненых) в 1998 году[29];
- глава группировки, похитившей и убившей Илана Садона и Ави Саспотреса, приговорённый к 3 пожизненным заключениям, и несколько его сообщников.
- Абд аль-Азиз Юсуф Мустафа Салахи, приговорённый к пожизненному заключению в 2004 году за участие в линче двух израильских резервистов Вадима Нуржица и Йосефа Авраами в октябре 2000 года («человек с окровавленными руками» в окне полицейского участка в Рамалле)[26][38].
- Хусам Бадран — один из лидеров «Бригад Изаддина аль-Касама» (ХАМАС), арестован в ходе операции «Защитная стена», организатор терактов в пиццерии «Сбарро», тель-авивской дискотеке «Дольфи», и гостинице «Парк-отель», нападение на автобус около поселения Имануэль, теракт на железнодорожной станции в Нагарии и другие[29][30][32][39].
- один из убийц Йоси Шука из поселка Бейт Хагай,
- убийца Эфи и Ярона Юнгеров,
- убийцы солдата ЦАХАЛа Йошуа Фридберга и полицейского МАГАВа Нисима Толедано,
- Идрис Раджаби, принимавший участие в терактах, в которых погибли 22 израильтянина,
- Басам Снина и его сообщники, убившие ученика йешивы Хаима Кармана,
- Зид Килани, один из организаторов теракта на перекрестке Мей Ами,
- Абд Амро, пославший смертника в кафе «Гилель»,
- Амр Сархан, зарезавший ножом трех израильтян в 1990 году,
- Фахед Шалоди, участник похищения и убийства солдата ЦАХАЛа Ярона Хена,
- убийца трех членов семьи Дикштейн и сержанта Элиэзера Лейбовича,
- глава военного крыла ХАМАСа из города Калькилия, пославший смертника, взорвавшего себя на мосту Бар Илан,
- Амна Муна, пожизненное заключение за соучастие в убийстве 16-летнего Офера Рахума 17 января 2001 года[40],
- Ирина Полищук, гражданка Украины, осуждённая на 20 лет тюрьмы за пособничество в организации теракта в городе Ришон-ле-Цион в мае 2002 года. Со своим мужем Ибрагимом Сарханой она доставила террориста-смертника на место преступления, где были убиты 2 и ранены 40 человек; муж освобождён не был[41][42][43],
- Фуад Амрин, пожизненное заключение, заколол шедшую в школу 15-летнюю Елену Рап в Бат-Яме в 1992 году,
- и многие другие.

В отличие от обычной процедуры помилования, «в рамках которой заключенные выходят раньше срока именно в результате полученного ими прощения», президент Израиля Шимон Перес в документе о помиловании отметил, что «не забывает их преступления и не прощает их».
В связи с освобождением террористов, осуждённых судом за массовое убийство израильтян, и контрастом между условиями заключения и их последствиями для здоровья Гилада Шалита и освобождённых террористов в израильских тюрьмах, ряд депутатов Кнессета и других общественных деятелей выступили с требованием о применении смертной казни и /или ужесточении условий содержания террористов, и об освобождении евреев, осужденных Израилем за преступления, совершенные против арабов.
В день выполнения первого этапа «обменной сделки», несмотря на то, что он был одной из сторон, её заключивших, ХАМАС присоединился к претензии Совета ООН по правам человека, представитель которого заявил, что «перемещение заключенных в Газу и за границу без их согласия можно считать трансфером, и намерен расследовать это „преступление“».

## Отношение к освобождению террористов в рамках сделки
Израильское общество разделилось в вопросе об освобождении Шалита в обмен на большое число террористов, в том числе, и с «кровью на руках», как в процессе переговоров, так и по отношению к заключённой сделке. В центре обсуждения ставились такие принципиальные вопросы, как обязательства армии и государства в целом по отношению к пленённым солдатам и гражданам, так и вопросы о будущих жертвах освобождённых террористов, нарушения принципа неотвратимости наказания за совершённые преступления, «оправданности террора» против мирных граждан, неоднозначной роли СМИ и другие.
Освобождение террористов, ответственных за убийства иностранных граждан, вызвало также определённую критику со стороны официальных инстанций США.
В январе 2012 года в Кнессете состоялась конференция на тему «Освобождение заложников и выкуп пленных» с участием отца Гилада, Ноама Шалита. В ходе конференции также были высказаны диаметрально противоположные мнения по решению проблемы.

## Второй этап сделки
(в частности, по)
18 декабря 2011 года был завершён 2-й этап сделки, в рамках которого были освобождены и переданы представителям «Красного креста» 550 арабов, осуждённых за террористическую деятельность против израильтян. Как и ранее, БАГАЦ отверг иск против этого этапа сделки, поданный организацией «Шурат а-Дин» и двумя семьями жертв террора
Список второго этапа формировался властями Израиля; максимальный срок заключения у 32 освобождённых террористов составлял 10-15 лет за покушения на убийства и / или причастность к обстрелам и применению взрывных устройств, в результате которых не было погибших. Основная их часть была осуждена в 2008—2011 гг. на 5 лет и более с планировавшимся сроком освобождения не позднее 2017 года.
Среди освобождённых в рамках этого этапа преступниках не было боевиков ХАМАСа или «Исламского джихада», в основном, это — члены ФАТХа («Бригады мучеников Аль-Аксы», «Танзим» и другие группировки).
В ходе освобождения заключённых произошли беспорядки на КПП Бетуния близ Иерусалима. В ответ на брошенные в них гранаты, израильские солдаты были вынуждены применить резиновые пули и слезоточивый газ. Сразу после освобождения заключенных доставили в Мукату на встречу с руководством ПНА, затем в Рамалле и в секторе Газа им была устроена торжественная встреча
Один их террористов — Салах Хамури, осуждённый за покушение на раввина Овадию Йосефа, давшего согласие на его освобождение по личной просьбе президента Франции Николя Саркози, уже на следующий день фактически нарушил подписанное им обязательство об отказе от террора и насилия, заявив, что «Раввин Йосеф заслуживает смерти».

## Последующие события
В декабре 2011 года, во время визита в Турцию, председатель ПНА Махмуд Аббас встретился с террористами, освобождёнными в рамках сделки по освобождению Шалита, в частности, и с Амной Муна — участницей убийства 16-летнего израильского подростка Офира Рахума в январе 2001 года, за что был подвергнут резкой критике со стороны израильского руководства :
«Шокирует факт того, что человек, который декларирует свою приверженность миру, едет в Турцию на встречу с отвратительной убийцей».
Ранее, в 2008 году, Аббас намеревался наградить высшей наградой ПНА Муну и другую террористку — Тамими, участницу теракта в ресторана Sbarro, в результате которого погибли 15 израильтян (включая 7 детей) и около 130 получили ранения, но под американо-израильским давлением отменил награждение. В январе 2012 года, с этими террористами встретился также глава правительства ХАМАС в секторе Газа Исмаил Ханийя
В январе 2012 года Аббас назначил своим персональным помощником Мухаммеда Дерма, бывшего командира «Отряда 17», осуждённого за участие в подготовке терактов на территории Израиля, и также освобождённого в рамках «сделки Шалита».
В январе 2012 года Кнессетом был принят закон, согласно которому, в случае возобновления террористической деятельности, ранее освобождённый террорист продолжит отбывать предыдущий срок заключения.
В январе 2012 года члены американской правозащитной группы «Родительский форум за справедливость» (PFJ), куда входят родители граждан США, убитых или раненых в Израиле в результате терактов, обратились к генеральному прокурору Эрику Холдеру с требованием возбудить уголовное расследование в отношении террористов, освобождённых в рамках сделки.

## Повторные аресты освобождённых террористов
В конце января 2012 года «по подозрению в организации незаконной деятельности и угрозе безопасности в районе» повторно был арестован 36 летний Айман Шаруна, до освобождения приговоренный к 38 годам лишения свободы за участие в беэр-шевском теракте 2002 года. Ранее, в январе 2012 года, израильские спецслужбы сообщали, что некоторые из освобождённых вернулись к террористической деятельности.
В феврале 2012 года была повторно арестована 30-летняя активистка «Исламского джихада» Ханаа аш-Шалби, досрочно освобождённая в рамках сделки.
8 марта 2012 года подразделение батальона «Лави» арестовало в деревне Кфар-Ята в районе Хеврона Халеда Махмару подозреваемого в контрабанде и денежных переводах для создания инфраструктур террора на территории Иудеи и Самарии. Халед Махмара был освобожден из израильской тюрьмы в рамках «сделки Шалита» и обязался более не заниматься террористической деятельностью.
В апреле 2012 года пресс-служба АОИ сообщила, что об аресте по подозрению в возобновлении террористической деятельности около 10 боевиков, освобожденных в рамках сделки. В докладе также отмечается, что связи с массовым освобождением боевиков значительно активизировалась деятельность террористических организаций «Исламский Джихад» в Дженине и ХАМАС — в районе Туль-Карема.
В июне 2014 года в рамках операции «Вернитесь, братья», начатой службами безопасности совместно с ЦАХАЛ после похищения израильских подростков на Западном берегу реки Иордан, были задержаны ещё 59 террористов ранее выпущенных на волю.

## После вторжения в Израиль 7 октября 2023 года
После вторжения в Израиль из сектора Газа 7 октября 2023 года часто отмечалось, что многие организаторы и участники этого крупнейшего в истории Израиля теракта были ранее освобождены в рамках «сделки Шалита». Ассоциация жертв террора «Альмагор» заявила: «Во время сделки по освобождению Гилада Шалита были освобождены убийцы 7 октября». Как выразился Зеэв Элькин, «Почти все руководители ХАМАСа, почти все, кто принимал участие в организации этой бойни, были освобождены в рамках „сделки Шалита“ <…> Не только Синуар. Почти все, кто организовывали эту бойню, были освобождены по той сделке. Подлинную цену „сделки Шалита“ мы заплатили сейчас, а не когда она была заключена».